# 山本晴義 (心理カウンセラー)
山本 晴義（やまもと はるよし、1948年3月15日 - ）は、日本の心理カウンセラー。専門は心身医学、産業医学、健康教育学。

## 来歴
東京都生まれ。1972年東北大学医学部卒業、1981年医学博士。同大附属病院、呉羽総合病院、梅田病院勤務、1991年横浜労災病院心療内科部長、1998年同勤労者メンタルヘルスセンター長。認定産業医、公認スポーツドクター、産業カウンセラー。2000年に自殺対策で始めたメール相談が9万2千件を超えた。

## 著書
- 『心理療法でらくらくやせた 脱ストレスでシェイプアップ』潮文社　1986　「失敗しないやせ方 専門医が実証する」三笠書房・知的生きかた文庫
- 『ストレスに勝つ! プロがすすめる誰にでも簡単にできる解消法』日本工業新聞社　1986　ビジネスマン健康シリーズ
- 『3分間頭脳活性法 ビジネスに、勉強に、能力が10倍アップ』大陸書房　1988
- 『人づきあいがもっとうまくなる法 相手の心をつかむ 会話上手になる』広済堂出版　1988　『人間関係ゲーム』文庫
- 『ストレス教室』新興医学出版社　1996
- 『ストレス一日決算主義』日本放送出版協会・生活人新書　2005　健康ライブラリー イラスト版
- 『ドクター山本のメール相談事例集 メンタルヘルスのヒントが見える!』労働者健康福祉機構監修　労働調査会　2011

## 共編著
- 『ビジネスマンのための健康百科 誰でも手軽に実行でき、効果のあがる最新情報』編　日本工業新聞社　1987
- 『産業カウンセリングの理論的な展開』渡辺三枝子,渡邊忠共編　至文堂　2001　「現代のエスプリ」別冊 新しい産業カウンセリングの展開シリーズ
- 『メンタルヘルス・マネジメント 自分も会社も元気にする』小西喜朗共著　PHP研究所　2002
- 『心の疲れを楽にする50のヒント』監修　江花昭一編集　ぎょうせい　2002
- 『働く人のメンタルヘルス教室』曽田紀子共著　新興医学出版社　2009
- 『心とからだの健康教室 ストレスと病気のガイドブック』桃谷裕子共著　新興医学出版社　2010
- 『初任者・職場管理者のためのメンタルヘルス対策の本 実務に役立つ解説と相談事例・Q&A』曽田紀子共著　労務行政　2010
- 『メンタルサポート教室 ストレス病の予防と治療のためのアプローチ』桃谷裕子共著　新興医学出版社 2010

## 参考
- ビジネスマンの心の病気がわかる本